# Timpu
El timpu (también thimpu, t'impu, timpo o tcimpo) es un caldo de carnes y verduras  típico de la gastronomía de  Bolivia y del sur del Perú.Específicamente de la región de los Andes Centrales

## Historia
El nombre del plato proviene del quechua ttimpuy, que significa hervir.
En 1837 el capellán quiteño José María Blanco que acompañó al presidente peruano Luis José de Orbegoso durante una gira oficial a la sierra y el sur del país (Arequipa y Cusco) mencionó que:

el timpo es el chupe de chalona, chuño y especerías.
Diario del Viaje del capellán del presidente Orbegoso, José María Blanco, 1837

También es descrito en el recetario arequipeño La Mesa Peruana de 1867, en el que se le relaciona directamente con el cocido español, y que se acompaña de una salsa picante denominada llatan mientras se consume chicha.

## Variantes

### Bolivia
El thimpu boliviano consiste en carne hervida de cordero (o, en su defecto de res o alpaca) y se sazona con vegetales y ají amarillo. Se acompaña con arroz blanco (también conocido como khaja), papa cocida y chuño.
THIMPU PACEÑO
EL Thimpu paceño guarda una estrecha relación con el cocido español, que es un guiso tradicional de la cocina española. Ambos platos comparten la idea de cocinar diversos ingredientes en un caldo sabroso y nutritivo. A lo largo de los siglos, los viajes, las migraciones y los intercambios culturales han llevado a adaptaciones y fusiones culinarias, dando lugar al Thimpu paceño tal como lo conocemos hoy en día. Aunque  el Thimpu tiene sus propias características y sabores, su vínculo con el puchero español es un testimonio de la influencia de diferentes culturas en la cocina boliviana

### Perú
Por su parte, el timpo peruano es un caldo de rabo de cordero con papas, chuño y algunas verduras como el repollo. Existen variedades regionales, como el timpo del Cuzco, que se suele consumir el día martes de Carnaval, y que se prepara con carne de pecho de vaca, lomo de cordero, cecina de vaca o cabeza de cordero, y se le añade moraya junto a papas y col; se acompaña con camotes, duraznos, peras, yucas (todo ello cocido aparte) y garbanzos y arroz hervidos en el caldo.
El caldo de carachi, también conocido como timpu de carachi o wallake, es un caldo de pescado de las regiones aledañas al Lago Titicaca muy consumido en el departamento peruano de Puno. Para la preparación del chaulla timpu se agrega agua en una olla, sobre la base se coloca ramitas de muña, y encima se coloca los carachi y/o truchas. Inmediatamente, se añade ajo, comino, cebolla y sal. Se hace hervir por unos 20 a 25 minutos el carachi. En caso se utilice trucha, esta debe ser cocinada de 15 a 20 minutos. En otras ollas también se prepara la papa nativa y el chuño, que son los ingredientes que complementan el potaje. A un costado se sirve, en un plato hondo, el caldo de carachi. Si los comensales lo desean, pueden agregar ají o limón, nos relata Inés. La muña es buena para la digestión.